# Lake-Central-Airlines-Flug 527
Am 5. März 1967 verunglückte eine Convair CV-580 der Lake Central Airlines auf dem Inlandslinienflug Lake-Central-Airlines-Flug 527 (Flugnummer: LC527, Funkrufzeichen: LAKE CENTRAL 527) von Chicago über Lafayette (Indiana), Cincinnati, Columbus und Toledo in Ohio nach Detroit im Bundesstaat Michigan, wobei alle 38 Insassen starben. Der Absturz, der sich auf dem vorletzten Flugabschnitt ereignete, war der erste Unfall einer CV-580 mit Todesfolge und bis zum Unfall auf dem Partnair-Flug 394 auch der opferreichste.

## Maschine
Das Flugzeug war eine 14 Jahre und 4 Monate alte Convair CV-340 (Luftfahrzeugkennzeichen: N73130), die am 3. November 1952 als Convair CV-340-31 fertiggestellt und am 13. September 1966 zur Convair CV-580 umgerüstet worden war. Sie hatte zwei Triebwerke des Typs Allison 501-D13D. Bis zum Unfall absolvierte die CV-580, die am 15. September 1966 von Lake Central Airlines übernommen und seither betrieben wurde, insgesamt 16.216 Flugstunden.

## Passagiere und Besatzung
Den Flug auf dem betroffenen Flugabschnitt hatten 35 Passagiere angetreten. Es befand sich eine dreiköpfige Besatzung an Bord.
- Flugkapitän John W. Horn (45) besaß 22.425 Flugstunden Erfahrung, darunter 403 auf der CV-340. Er hatte die Musterberechtigung für die C-46, die DC-3, die Convair CV-240, die CV-340, die CV-440 und die CV-580. Sein Tauglichkeitszeugnis wurde am 29. November 1966 ausgestellt und hatte keine Einschränkung. Vor Antritt des Fluges hatte er 85 Stunden dienstfrei gehabt.
- Erster Offizier Roger P. Skillman (33) besaß 4.166 Flugstunden Erfahrung, darunter 250 in der CV-340. Sein Tauglichkeitszeugnis wurde am 26. September 1966 ausgestellt und hatte keine Einschränkung.
- Die 23-jährige Flugbegleiterin Babara Littman wurde am 3. August 1965 von Lake Central Airlines eingestellt und hatte ihr letztes Training am 1. November 1966 erfolgreich absolviert.

## Unfallhergang
Die Maschine startete um 16:04 Uhr in Chicago; der Flug über Lafayette, Cincinnati und Columbus wurde routinemäßig durchgeführt. Nach dem Zwischenstopp in Columbus hob die Convair um 19:52 Uhr ab und stieg auf 10.000 ft (3050 m). Der Fluglotse erteilte um 20:05 Uhr die Freigabe zum Sinkflug auf 5.000 ft (1525 m), wobei die Piloten sich beim Sinken von 8.000 ft (2440 m) und 7.000 ft (2130 m) melden sollten. Die Bestätigung darauf war die letzte Meldung der Piloten. Um 20:07 Uhr verschwand das Signal des Flugzeugs auf dem Radarschirm. Zeugen im Bereich der Stadt Marseilles, Ohio, vernahmen in dieser Zeit Geräusche, die sie mit einem „Triebwerk, das aufdreht“, einem „Auto, das im Eis feststeckt“ und als „Rennwagen auf einem Drag Strip“ verglichen. Aufgrund des Regens, der teilweise gefroren war, und des Schneefalls konnten die Zeugen das Flugzeug in dieser Nacht nicht sehen.
Um 21:00 Uhr bestätigten die örtlichen Behörden, dass die Maschine abgestürzt war. Den Unfall hatte keiner der 38 Insassen überlebt.

## Unfalluntersuchung
Der Flugdatenschreiber des Typs F-542 von United Control Corporation konnte ohne größere Schäden geborgen werden. Den Daten zufolge befand sich das Flugzeug zuletzt auf nordwestlichen Kurs (322°) auf ca. 8.000 ft (2440 m) bei einer Geschwindigkeit von 254 kn (470 km/h). Dann driftete es um 40° nach rechts und danach 55° nach links, bevor die Aufzeichnung um 20:06:05 Uhr abbrach. Der Stimmenrekorder war ebenfalls von United Control Corporation. Obwohl auch er unbeschädigt war, waren die Gespräche und die Funksprüche unverständlich. Trotzdem konnte ihm entnommen werden, dass der Flug normal verlief, bis um 20:06:05 Uhr die Aufzeichnung abbrach. In den letzten 2½ s war ein tiefes Summen zu hören, dessen Ton plötzlich höher wurde und mit dem Anfang von Zivilschutzsignalen vergleichbar war.
Die Maschine war ohne Querneigung mit angehobener Flugzeugnase auf einen Acker in nordwestlicher Richtung bei einem Kurs von 360 Grad aufgeschlagen. Bei der Untersuchung des Wracks stellte sich heraus, dass dieses in zwei Teilen auf dem Feld lag und der vordere Rumpf des Flugzeugs vom Hauptteil abgetrennt war. Der vordere Teil hatte sich beim Aufschlag gelöst und war 90 Fuß (27 Meter) vor den hinteren Teil geschlittert. Es fiel auf, dass 12 Fuß (3,65 Meter) des Rumpfes zwischen den Wrackteilen und der Propeller vom rechten Triebwerk fehlten. Die Rumpfteile wurden entlang einer 2,4 Kilometer langen und 800 Meter breiten Strecke südöstlich des Hauptwracks aufgefunden. Die Trümmerspur führte in einem Winkel von 135 Grad vom Hauptwrack ab. Besonders auffällig war, dass der rechte Propeller vollständig von dem Triebwerk abgetrennt war, einschließlich der Propellerblätter. Die vier Blätter des rechten Propellers hatten sich von diesem gelöst und wurden 610–700 Meter südöstlich des Hauptwracks gefunden. Blatt Nr. 2 hatte den Rumpf durchschlagen, einen großen Teil der Struktur weggerissen und ein Bündel aus 26 Kabeln, das auch die Flugschreiber mit Strom versorgte, unter dem Kabinenboden durchgerissen. Die darunter positionierten Steuerkabel waren alles, was das Flugzeug bis zum Aufschlag noch zusammenhielt.
Die Ermittler rekonstruierten den Unfall und entdeckten, dass der rechte Propeller während des Fluges abgerissen war, was zu einer schweren Beschädigung des Rumpfes geführt hatte. Der Grund für die Trennung des Propellers lag in einem Defekt des Drehmomentkolbens, eines Teils, das den Neigungswinkel der Propellerblätter steuert. An diesem Kolben war während des Herstellungsprozesses keine ordnungsgemäße Nitrierung vorgenommen worden, ein Verfahren, das die Oberfläche des Drehmomentkolbens härter und widerstandsfähiger gegen Abnutzung machen soll. Obwohl es Vorschriften gab, den Kolben vor dem Einsatz auf die ordnungsgemäße Ausführung des Nitriervorgangs zu überprüfen, konnte nicht ermittelt werden, warum das betreffende Bauteil nicht der Qualitätskontrolle unterzogen wurde.
Im Laufe des Fluges war der Kolben aufgrund von Abnutzung zunehmend schwächer geworden. Schließlich versagte er, was dazu führte, dass der Propeller über seine zulässige Drehzahl hinaus beschleunigte. Die daraus resultierende Belastung führte innerhalb von ein bis zwei Sekunden zum Versagen des Propellers. Beim Abreißen des Propellers wurden die Blätter durch die Kabine geschleudert, wodurch Steuerkabel durchtrennt und die strukturelle Integrität des Flugzeugs erheblich beeinträchtigt wurden. Die Ermittler kamen zu dem Schluss, dass der Unfall ausschließlich durch den Defekt am Propeller und dessen anschließendes Versagen verursacht wurde.